# Bengt Lagercrantz
Carl Fredrik Bengt Lagercrantz (Djursholm, Danderyd, 12 de març de 1888 – Djursholm, 22 de juliol de 1924) va ser un tirador suec que va competir a començaments del segle xx.
El 1920, una vegada finalitzada la Primera Guerra Mundial, va prendre part en els Jocs Olímpics d'Anvers, on va disputar dues proves del programa de tir. Va guanyar la medalla de plata en la prova de cérvol mòbil, doble tret per equips, mentre en la de tir al cérvol, tret simple per equips fou quart.